# Giavero Sabajo
Giavero Sabajo (1995) is een Surinaams taekwondoka, rapper en zanger. Zijn artiestennaam is Youngggbraves.

## Biografie

### Taekwondo
Giavero Sabajo begon op zijn elfde met taekwondo en was op zijn zestiende de jongste die voor Suriname uitkwam tijdens internationale wedstrijden. In 2014 deed hij mee aan de Olympische Jeugdspelen in het Chinese Nanjing. Twee jaar later lukte het hem niet om zich te kwalificeren voor de Olympische Spelen in een partij die hij verloor tegen Chileen Elias Robles. In 2017 werd hij tijdens de wereldkampioenschappen taekwondo in Muju, Zuid-Korea, in de voorrondes uitgeschakeld door de Portugees Jean Michel Fernandes.

### Omstandigheden in Nederland
Ondertussen was hij in 2016 naar Nederland gekomen om te studeren en te sporten. Hij trainde vijf keer per week, maar had weinig ruimte om voor zichzelf te zorgen. Met zijn verblijfsvergunning mocht hij maximaal tien uur per week werken, terwijl hij geen recht op studiefinanciering had. Er ontstond een onhoudbare situatie voor hem, zowel financieel als mentaal. Terwijl zijn gewichtsklasse voor taekwondo tot 80 kg was, woog hij op een gegeven moment nog 74 kg omdat hij niet goed at. Na de WK in Zuid-Korea trok hij de conclusie dat het zo niet verder kon en hij stopte met taekwondo om zijn financiële situatie voorrang te geven. Hij ging in 2018 inmiddels niet meer naar school, had geen werk en wist niet hoe het verder moest met zijn leven.

### Muziek
Na een tijd kreeg hij samen met een huisgenoot in Amsterdam de ingeving om weer bezig te gaan met freestylen in de rapmuziek, wat hij rond zijn zestiende in Suriname ook had gedaan. Zijn broer is muziekproducent en steunde hem in zijn plannen. Onder zijn artiestennaam Youngggbraves bracht hij verschillende nummers uit en in februari 2021 nam hij deel aan RapMee, waarin jongeren hun ervaringen in de coronaperiode deelden. Hij won de competitie en vervolgens openden zich deuren en ging hij studio in en uit. Door het harde werken had hij soms slapeloze nachten.
Zijn muziekstijl is vooral hiphop, maar niet alleen. Hij groeide op met reggae en bubbling en kreeg ook R&B en soul mee van zijn vader, terwijl zijn broer juist naar rap en dancehall luistert. Hierdoor wisselt hij ook geregeld naar andere muziekstijlen en zingt hij inmiddels ook. In zijn lied Puur (2022) gaat hij in op onzekerheden en angst en het doorbreken van geweld. Zijn werk is voor een deel geïnspireerd op zijn eigen moeilijke periode, en een boodschap dat alles mogelijk is als je in jezelf en in god blijft vertrouwen.